# Ashraf Ghani
Mohammad Ashraf Ghani Ahmadzai (pashto: اشرف غني, persiska: اشرف غنی), född 19 maj 1949 i provinsen Logar, är en pashtunsk, afghansk politiker, akademiker och ekonom. Han var Afghanistans president från 29 september 2014 till 15 augusti 2021. Han var dessförinnan landets finansminister.
Den 15 augusti 2021 flydde Ghani från Afghanistan på grund av talibanernas maktövertagande. Enligt olika källor flydde Ghani med familj till Tadzjikistan alternativt till Uzbekistan eller Oman eller  Förenade Arabemiraten.
Talibanregimen har inte erkänts internationellt. Den tidigare vicepresidenten Amrullah Saleh, utropade sig själv som tillförordnad president den 17 Augusti 2021.
Ashraf Ghani är en av de fem personer som av den välrenommerade journalistdrivna organisationen OCCRP (Organized Crime and Corruption Reporting Project) utsetts till de mest korrupta ämbetsmännen under 2021. Utmärkelsen som året mest korrupta person gick till Belarus president Alexandr Lukashenko.